# San Juan Pie de Puerto
San Juan de Pie de Puerto (en francés: Saint-Jean-Pied-de-Port, en euskera: Donibane Garazi) es una localidad francesa situada en el departamento de Pirineos Atlánticos en la región de Nueva Aquitania en el territorio histórico de la Baja Navarra, uno de los territorios vascos de ultrapirineos o Iparralde. En 2010, el 68 % de la población era vascohablante. Su situación geográfica, como capital de la Tierra (o País) de Cisa, al pie del puerto de Roncesvalles, explicaría su nombre.
Fue capital, hasta 1527, del territorio conocido como Ultrapuertos o Tierra de Ultrapuertos, también nombrado Castellanía de San Juan ya que la villa era sede del “castellano” nombrado por el rey navarro. Esta fortaleza realizaba una función esencial en la defensa del territorio. Tras su separación del resto de Navarra, se comenzó a denominar Baja Navarra.
Está catalogada, desde 2014, como una de las localidades más bellas de Francia (Les Plus Beaux Villages de France).
Sus habitantes reciben el gentilicio de Saint-Jeannais en francés y garaztar o Donibandar en euskera.

## Situación geográfica
San Juan de Pie de Puerto forma una comuna situada en la denominada Tierra de Cisa, al sureste de la Baja Navarra. Se encuentra a unos 8 km de la frontera franco-española, a unos 76 km de Pamplona, 55 km de Bayona y 100 km de Pau.
Es una de las localidades por las que discurre el Camino de Santiago. 
El río Nive o Errobi en euskera, atraviesa la localidad.

## Demografía
| Gráfica de evolución demográfica de San Juan de Pie de Puerto entre 1800 y 2012 |
|                                                                                 |

Fuentes: Ldh/EHESS/Cassini e INSEE.

## Heráldica
En campo de gules, las cadenas reales del escudo de Navarra, de oro, siniestrado de un cordero sedente, de plata, y surmontado de un castillo de plata, que está siniestrado de San Juan Bautista de carnación, con vestido y aureola de oro, la mano derecha apoyada en el castillo, y que tiene en la mano izquierda una cruz de oro, con banderola de plata cargada con la inscripción SAN JUAN en letras mayúsculas de sable.

## Historia

### Época antigua y medieval
Ubicada en torno a una ruta prehistórica que luego se convirtió en vía romana, la villa fue fundada en el siglo XII y se desarrolló pronto como centro comarcal de comercio y comunicaciones. Desde esa fecha, al pie de la colina de Mendiguren, se levantó una fortaleza en torno a la cual se desarrolló una plaza fortificada a la que los reyes de Navarra denominaban la llave de mi reino.[cita requerida]
Aunque a mediados del siglo XI Sancho III el Mayor lo hace figurar «en algunos momentos» como parte del reino de Pamplona, en los registros documentales hay que retrotraer tal presencia hasta finales del siglo XII. La formación de Ultrapuertos como enclave del reino navarro «tiene su inicio en la ocupación de la Tierra de Cisa a finales del siglo XII» y será resultado de un laborioso proceso de ajustes feudo-vasalláticos desarrollado a lo largo de la primera mitad del siglo XIII en un contexto de complejas relaciones entre los poderes locales, por un lado, y los distintos espacios soberanos, por el otro.»
Así pues, según describe la Gran enciclopedia de Navarra, «el primer “tenente” navarro de la plaza que se conoce fue Martín de Chipia (1189) bajo el rey Sancho VI el Sabio, pudiéndose afirmar con más fundamento que la autoridad de la monarquía navarra ya se mostraba asentada por estos valles pirenaicos. Posteriormente aparecen documentados Fortún y Rodrigo de Baztán (1194), a pesar de haberse incluido (1191) el castillo en la dote de Berenguela para su matrimonio con Ricardo I de Inglaterra.» En esta época los derechos regios en la zona, en manos de particulares como favor real, eran exiguos y, a veces, fueron más una carga que un beneficio. En el caso de San Juan de Pie de Puerto, recaían en los Lacarra.
En 1329 Felipe III de Navarra le concede fueros a la villa. Según se describe en la GEN, «contaba con un activo mercado y su muralla abrigaba los barrios de San Miguel, San Pedro y el Burgo Mayor. Los vecinos debían a la Corona un censo anual en concepto de cermenaje del que fueron dispensados por Carlos II (1368). Disfrutaba del mismo estatuto jurídico que Bayona y como buena villa tuvo derecho de asiento en las Cortes del reino. Fue punto clave de control de tráfico mercantil a través del Pirineo y Carlos III puso al día su antiguo arancel de peajes.»
El castellano de San Juan de Pie de Puerto oficiaba de cabecera del territorio, adscrito a la Merindad de Sangüesa, aunque a finales del siglo XV llega a ser referida más expresamente como una merindad más.

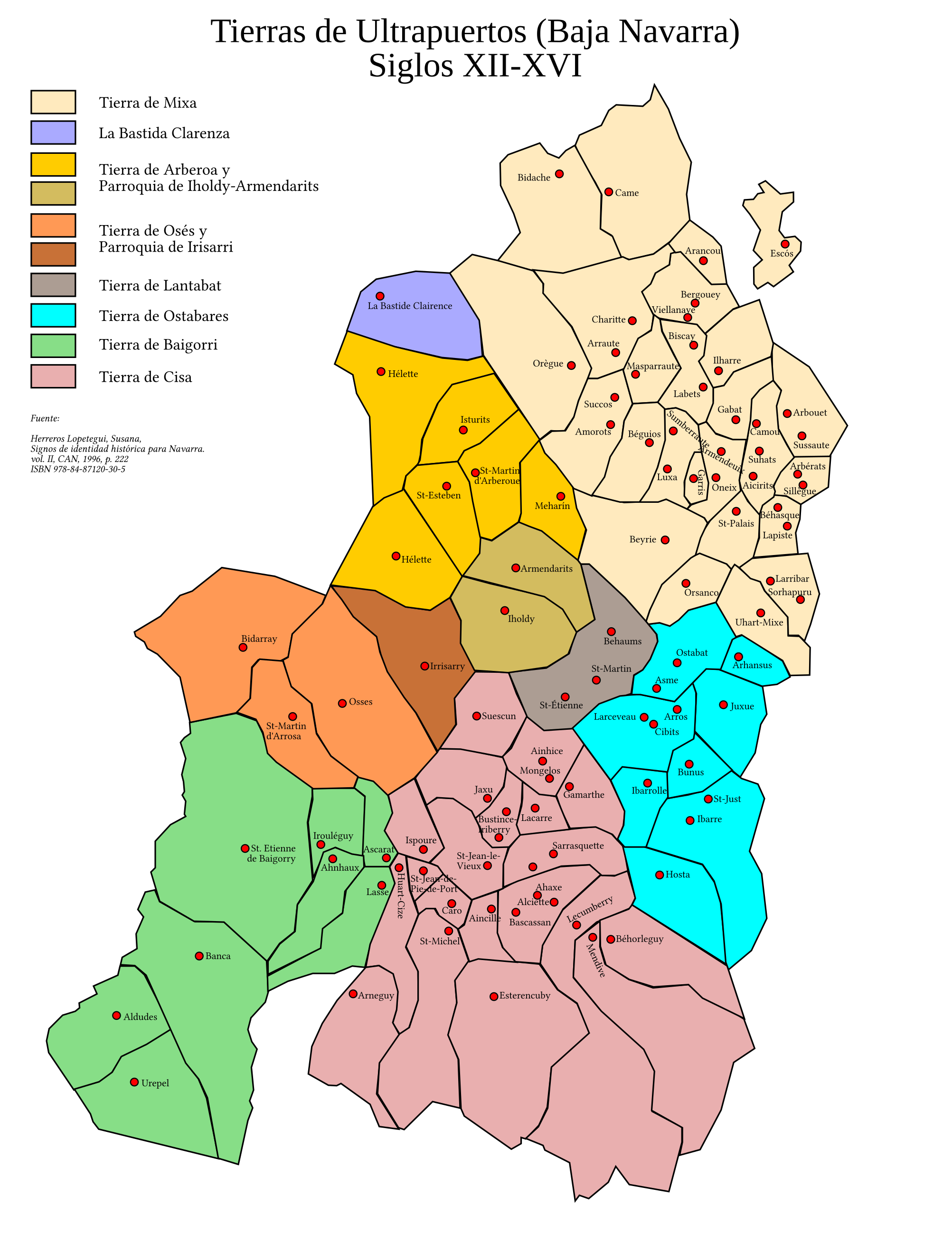
Tierras de Ultrapuertos (Baja Navarra). Siglos XII-XVI

### Época moderna y contemporánea
Tras la invasión y conquista de Navarra en 1512, fue ocupada por el ejército de Fernando el Católico el 10 de septiembre y durante ese año fue escenario de frecuentes enfrentamientos que no consiguieron devolver la villa a sus reyes naturales. La ocupación se consolidó con la firma de las Paces de Urtubia. En las que el rey Luis XII de Francia se comprometía a no ayudar a los navarros. 
Permaneció ocupada por una importante guarnición española de forma intermitente, con períodos en los que pasaba a manos de tropas al servicio de los reyes de Navarra, hasta 1529-1530, cuando Carlos I abandona toda la Baja Navarra por el excesivo coste que suponía su conservación desde el punto de vista logístico y militar, destruyendo las fortalezas, siguiendo el consejo del Duque de Alba. Durante las guerras de religión que asolaron la Baja Navarra en el siglo XVI, sufrió ataques e incendios.
En el siglo XVII, en 1620, Luis XIII de Francia une las coronas de Francia y de Navarra. Durante el gobierno de Richelieu, entre 1625 y 1627, se construyeron nuevas fortificaciones por el ingeniero Pierre de Conty, ciudadela que luego fue mejorada por Vauban con el fin de evitar ataques desde España.
El 16 de marzo de 1789, se reúnen en San Juan de Pie de Puerto los États de Navarre (Estados de Navarra), que rehusaron enviar representantes a las reuniones de los Estados Generales en París, en los días de la Revolución francesa, pues defendían que la Baja Navarra no era una provincia francesa, sino un Reino que en la persona de Enrique IV de Francia se había unido al entonces reino de Francia. Al año siguiente, sin embargo, se aprueba la nueva división administrativa francesa, que reúne las tierras de la Baja Navarra y el Béarn en un nuevo departamento.
Durante la Guerra de la Convención, a fines del siglo XVIII, fue el centro desde el que partieron los ataques franceses contra el sur de los Pirineos.
En la guerra de independencia española, a finales de 1813 y principios de 1814, fue bloqueada por Francisco Espoz y Mina. No rindiéndose hasta la abdicación de Napoleón en abril de 1814.

### Derecho de naturaleza
Tras el abandono en 1527 de las tierras de Ultrapuertos, a los naturales de la misma se les reconoció su derecho a ser considerados naturales de Navarra dentro de la Corona de Castilla y de Aragón, al igual que los nacidos en la Navarra cispirenaica, hasta las Cortes de Tudela de 1583.

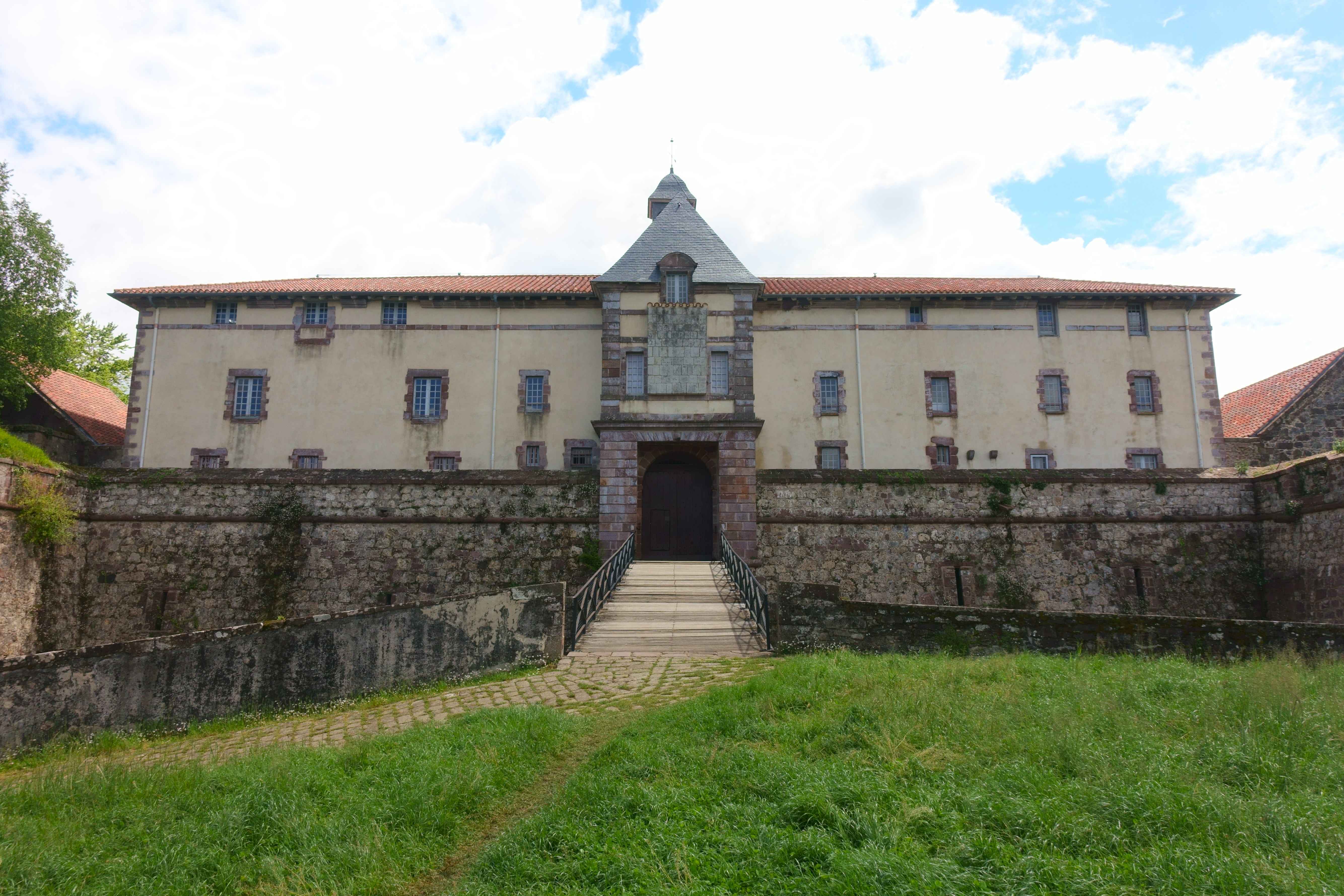
Ciudadela

### Castillo
La antigua fortaleza medieval estaba ubicado en lugar dominante sobre la villa ocupando el mismo emplazamiento que actualmente ocupa la ciudadela en tiempos de Luis XIV de Francia.
Se tiene noticia que tras Martín de Chipia en 1189 y Fortún y Rodrigo de Baztán 1194, era su gobernador García Almoravid, en 1234. Posteriormente figura como alcaide Roger de Pierras, en 1280, durante cuyo mandato se realizaron obras en la sala y pabellones. En 1301 están registradas las reparaciones de la escalera de la torre y la tajada el palenque. En 1328 también se trabajó en el cerramiento de la muralla el castillo y en la provisión de ventanales a la torre mayor. 
Durante el reinado de Carlos II de Navarra se registraron varias actuaciones: así en 1353 la torre hubo de ser reparada nuevamente al tiempo que se recubría el palacio situado en el interior del recinto. Se tiene noticia que era el alcaide Arnalt de Guerra puesto que ocupó poco después, en 1362, Guillem Arnalt de Santa Gracia. Carlos II en 1364 decidió dotar a la guarnición de 8 hombres más siendo el castellano Miguel Sánchez, señor de Ursúa. En 1369 se nombra «castellano de San Juan y guarda de la tierra de Ultrapuertos» a Juan Ruiz de Aibar comprando por entonces «500 cargas de piedra para reparar el castillo», estando su mazmorra ocupado por unos escuderos de Logroño. Nuevamente entre 1372 y 1378 se realizan trabajos en la gran sala del castillo, en la cubierta, y otras zonas.
Durante el reinado de Carlos III continúan los cuidados y reparaciones. Según la GEN, en 1389, se «nombró castellano a Martín Martínez de Baquedano, en sustitución de Gassernaut de Belzunce, confiándole también la guarda del castillo de Gárriz y el bailío de Osés y de Labastida.» En 1395 informaba el castellano Bertrán de Lasaga de los problemas de habitabilidad en época de lluvias por lo que se decide intervenir para mejorarlo. La reina Leonor destina «otros 100 florines a obras en la fortaleza, “qui es cabeça de aqueillas tierras”, con motivo de la guerra entre franceses e ingleses». Hacia 1410 era castellano Pero Sanz de Lizarazu, que también realiza reparaciones valoradas en más de 300 libras navarras. En 1413 se nombra a Guillén Arnaut de Santa María, que se encarga de los bailíos de Ultrapuertos con sus rentas. Hacia 1423 «se compraron al vizconde de Baiguer 12.000 tablas de roble para obras en el castillo.»
Durante el reinado de Blanca I de Navarra, en 1428 en las cuentas se registra una partida de gastos para un cañón de la fortaleza. Dos años más tarde se hacían obras en la torre y puente levadizo, a cargo de varios carpinteros de Cisa. Al parecer, la torre mayor recibía el nombre de Caro. Nuevos trabajos se realizaron en 1438 y 1442 y en 1444 el castellano era Guillén Arnalt.

En 1450, en el contexto de las las disputas entre agramonteses y beaumonteses, se hace con el castillo el señor de Luxa siendo en 1470 encomendada su guarda a Arnaut Guillem, señor de Domezáin, así como a su hijo Tristán; «posteriormente la princesa Leonor les eximió del pleito homenaje».

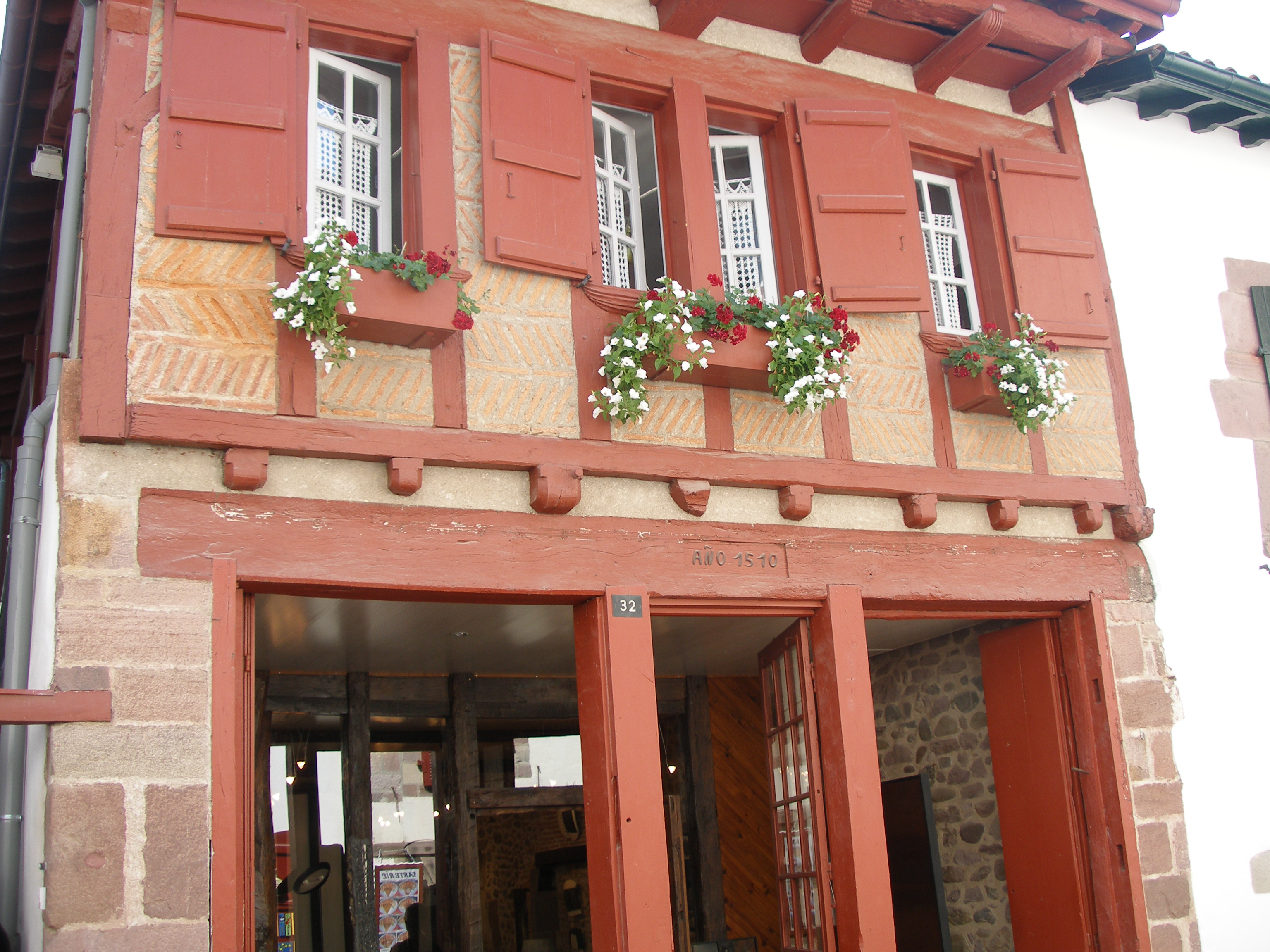
Casa Arcanzola, de 1510, según su fachada, en San Juan de Pie de Puerto

Tras la conquista de Navarra por Fernando el Católico, en 1512, son nombrados comendadores Gonzalo Dávalos, primero, y Antonio de Ávila ya en 1519-1521.
En la segunda mitad del siglo XVII los franceses convierten la vieja fortaleza en una ciudadela al estilo de Vauban. Esta todavía se conserva al igual que parte del recinto amurallado medieval donde se observan aún varios portales de arco apuntado.

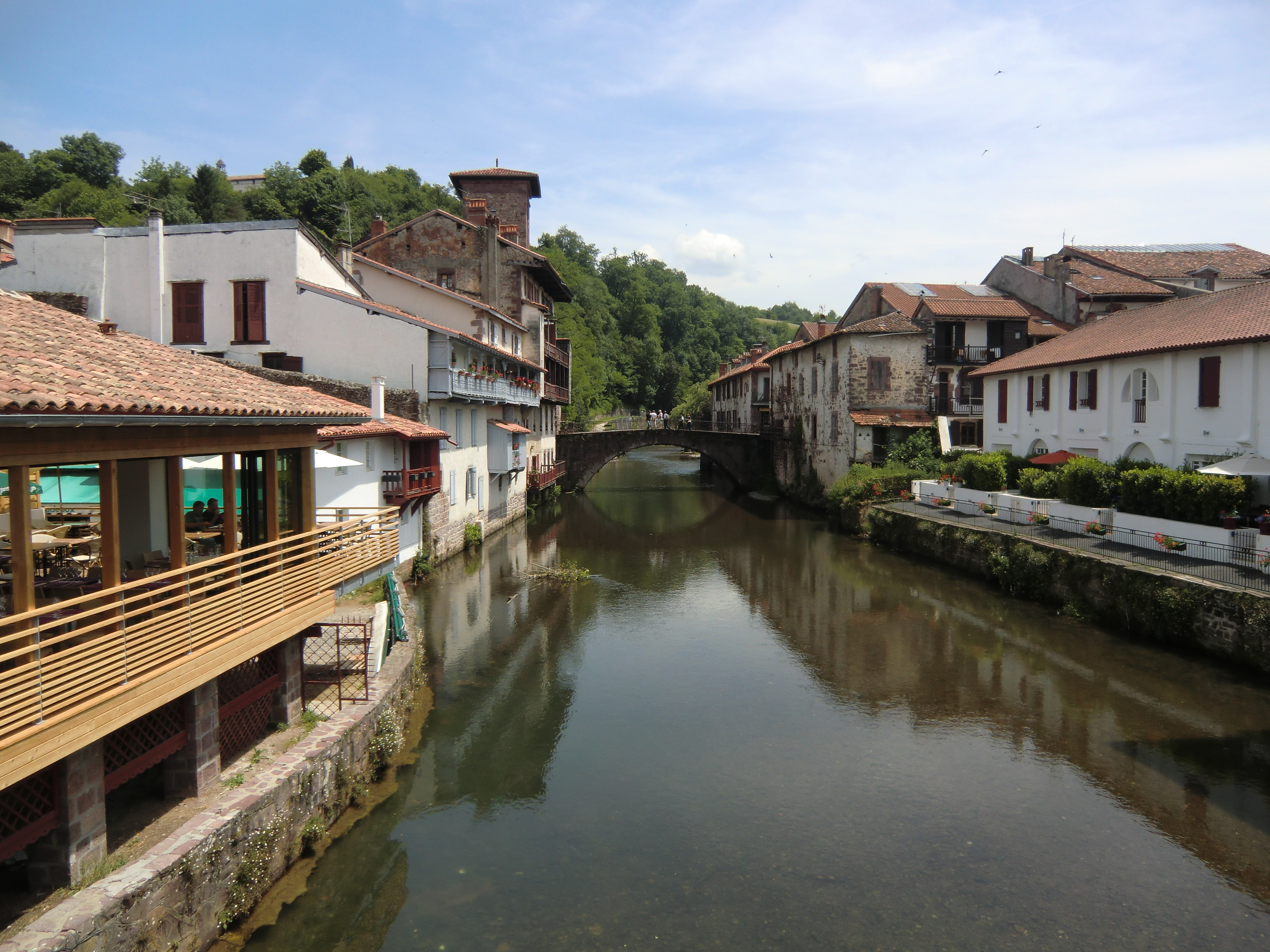
Vista del Nive con la puerta-torre de Nuestra Señora y el puente al fondo.

## Arte y arquitectura
Dentro del conjunto urbano destacan varios elementos:
- La muralla medieval
- El barrio de España que discurre desde el molino hasta la plaza del Jeu de Pomme y el puente de la Manutención. Cuando Vauban visita la villa en 1685 aconseja asegurar el perímetro.
- Las puertas de la villa: 
  - Puerta del Mercado o de Navarra, asentada sobre una rúa donde se instalaba el antiguo mercado medieval.
  - Puerta de Nuestra Señora, frente al puente de sobre el Nive y el barrio de la calle España.
  - Puerta de Francia
  - Puerta de Santiago.
- Ciudadela.
- Iglesia de Santa Eulalia, donde merece una mención especial su pórtico románico.

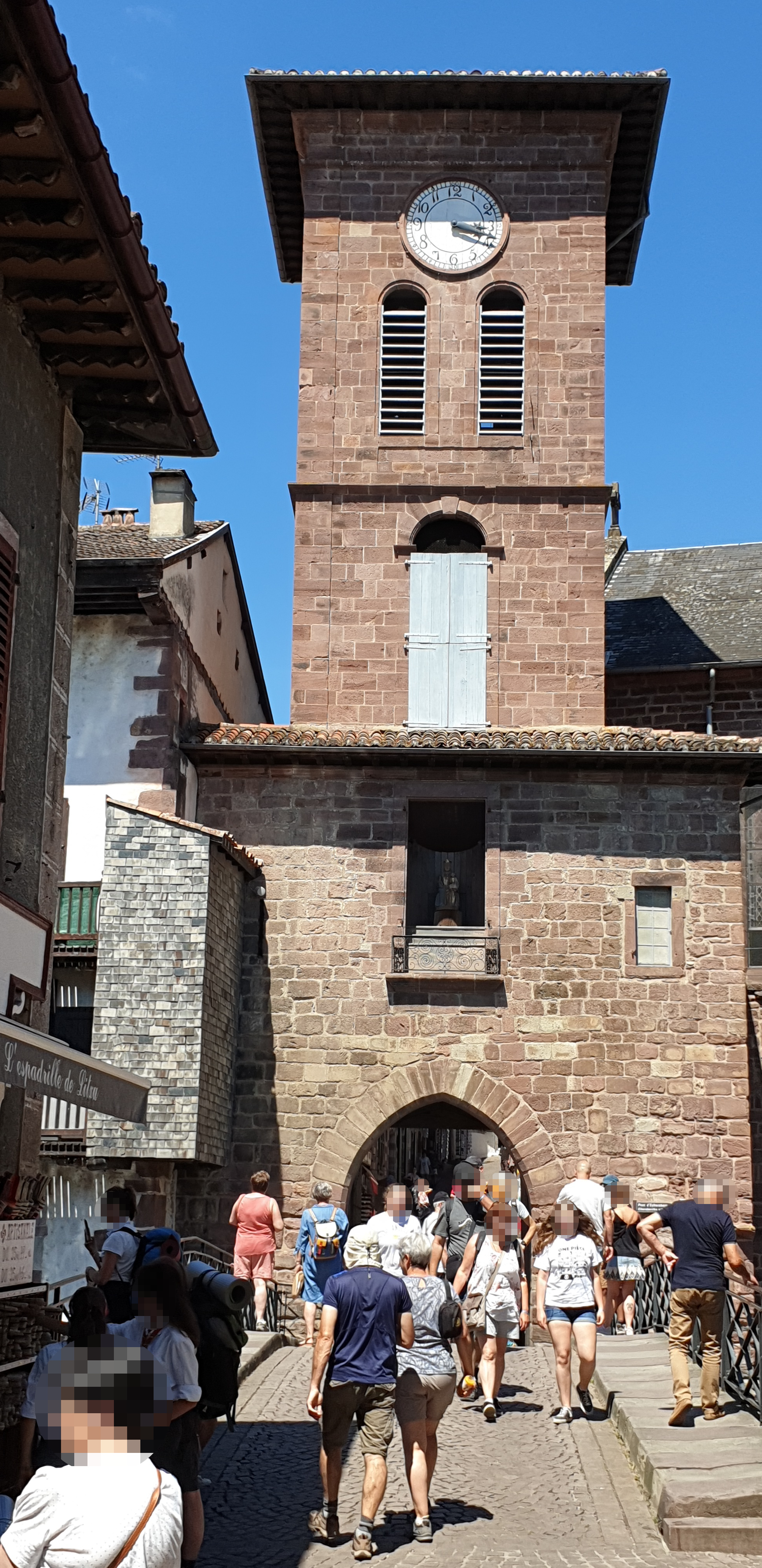
Puerta de Nuestra Señora y Torre Iglesia

- Puerta de Nuestra Señora y Torre IglesiaIglesia de Santa María, una construcción gótica que, tras la catedral de Bayona, sería la más importante del País Vasco francés. Se considera a Sancho el Fuerte como el promotor de la obra tras la victoria obtenida en la Navas de Tolosa en 1212.
- Trazado urbano antiguo que se ha conservado hasta la actualidad y en donde las calles Ciudadela y España formarían la espina dorsal estando ambos barrios unidos por un puente de piedra.
- Casa Arcanzola, cuyo dintel señala la fecha de 1510, toma su nombre de unos poetas aragoneses, Argensola, de la segunda mitad del siglo XVI.
- La Prisión de los Obispos, declarado Monumento Histórico el 14 de enero de 1941, está junto a la casa Laborde y es un lugar emblemático que fue residencia de obispos de Bayona y luego prisión civil durante el siglo XVIII.
- El puente y la avenida de Eyheraberry. Fue construido en 1640, cerca del molino de Eyheraberry. En la explanada se celebraban las fiestas de la decena durante la Revolución francesa.

## Fiestas
- Fiestas patronales, a mediados de agosto.
- Noche del Patrimonio, en septiembre, tras finalizar las Jornadas Europeas del Patrimonio.[19]

## Personas célebres
Algunas figuras célebres nacidas en esta localidad son:
- Juan Huarte de San Juan (1529-1588), médico, filósofo y precursor de la psicología.
- Juan (o Jean) de Mayorga (1533-1570), pintor y misionero jesuita, nacido en Casa Arcanzola. Se trasladó de niño a Zaragoza donde estudió Bellas Artes. Se hizo jesuita y fue martirizado en Santa Cruz de la Palma. Actualmente, en su honor, existe el Colegio Jean de Mayorga,[21] y una asociación local lleva también su nombre.
- Michel Renaud (1812-1885), político francés, diputado de la Baja Navarra y senador de la República.
- Charles Floquet (1828-1896), político francés, diputado, prefecto, senador, ministro y presidente del Consejo.

## Hermanamientos
- Desde 1964 está hermanada con la ciudad navarra de Estella.[22]
- Desde 2012 está hermanada con la ciudad californiana de San Francisco Sur.[22]